# Remigio Barbieri
Remigio Barbieri (Medicina, 10 febbraio 1930 – Bologna, 19 gennaio 2025) è stato un giornalista, scrittore e antifascista italiano.

## Biografia
Remigio Barbieri è nato a Medicina da una famiglia proletaria, da giovane lavora come manovale. A metà degli anni quaranta, nel periodo della resistenza, entra e collabora con le attività clandestine del Fronte della Gioventù. Alla sua chiusura, terminata la guerra, s'iscrive e collabora con il gruppo Avanguardie Garibaldine con a capo Luigi Longo.
Nel 1953 mentre frequentava il corso serale di carpenteria gli viene proposto di scrivere e entrare a far parte della redazione del settimanale La Lotta. Gli viene affidata la pagina della Pianura, di Bologna-città e dell'imolese.
Nel 1954 Giuseppe Brini, direttore del settimanale La Lotta, e Remigio Barbieri redattore sono arrestati insieme e condannati dal Tribunale Militare territoriale di Bologna a dieci mesi e venti giorni di carcere per avere scritto un articolo sull’esproprio della casa del popolo di Crevalcore da parte della polizia.
Remigio Barbieri è un giornalista iscritto all'ordine dei giornalisti dell'Emilia Romagna dal 1º luglio 1964. Negli anni ha lavorato per i seguenti periodici o giornali: La Lotta, Progresso d'Italia, L'Unità edizione di Bologna e Nazionale, Il Pioniere dell'Unità e il giornale dei pensionati dello SPI CGIL di Bologna il mensile  "La SPInta" allegato al giornale LiberaEtà.

## Pubblicazioni
- Remigio Barbieri, Le spose di guerra: Amori e matrimoni con i soldati alleati, ISBN 88-8081-004-9[12]
- Remigio Barbieri, Mondine di Medicina. 1964 pp. 47-50
- Remigio Barbieri, Il battaglione partigiano russo d'assalto. Collezione: La resistenza in Emilia Romagna. 1975
- Remigio Barbieri, Fabbriche nuove musica vecchia: la condizione operaia a Molinella. L'Unità Bologna 1968
- Remigio Barbieri e Grazia Giancarlo, Iniziativa e memoria storica nel 50. della Resistenza e della lotta di liberazione: partigiani ieri anziani oggi. Editrice della sicurezza sociale, 1996
- Remigio Barbieri, Un'Amazzonia in Romagna. Edizioni Voltana 1993
- Remigio Barbieri e Sergio Soglia, Al di qua della Gengis Khan: i partigiani raccontano Edizione Galileo 1965[13]
- Remigio Barbieri, La guerra d'Etiopia fra bambini dell'asilo. 2017 pp 74- 77
- Remigio Barbieri, Assassinio del partigiano contro il muro della chiesa arcipretale. Resistenza: pp. 18- 20. 2013
- Remigio Barbieri, Ricordi a partire dagli amati campanili. pp. 48- 51. 2016
- Remigio Barbieri, Grazia Giancarlo e Franco Barbani,  Pulizia all'ex littoriale: i 159 fasci segati dagli operai[14]. Editrice della sicurezza sociale, 1996, pp. 169-170
- Remigio Barbieri, La voce di un protagonista: Remigio Barbieri, giornalista per l’Unità e narratore per il Pioniere. Radio Città Fujiko.  Alfredo Pasquali,19 aprile 1920

Pubblicazioni sulla rivista per ragazzi Il Pioniere dell'Unità
| Barbieri Remigio | Racconto            | Testo | Il più giovane partigiano d'Italia       | 1963 | 15 | Pag. 4 |
| Barbieri Remigio | Racconto            | Testo | Tempesta e Terremoto                     | 1964 | 9  | Pag. 4 |
| Barbieri Remigio | Racconto            | Testo | Il tigre                                 | 1964 | 22 | Pag. 6 |
| Barbieri Remigio | Racconto            | Testo | Una giornata di rivolta e libertà        | 1964 | 37 | Pag. 4 |
| Barbieri Remigio | Racconto            | Testo | La tovaglia magica il gallo e il bastone | 1964 | 38 | Pag. 5 |
| Barbieri Remigio | Racconto            | Testo | Le beffe di Corbari                      | 1965 | 33 | Pag. 4 |
| Barbieri Remigio | Racconto partigiano | Testo | Il Topo                                  | 1965 | 39 | Pag. 3 |
| Barbieri Remigio | Racconto            | Testo | A colpi di Pistola                       | 1966 | 6  | Pag. 4 |
| Barbieri Remigio | Racconto partigiano | Testo | Missione Apomattox                       | 1966 | 48 |        |

Elenco di alcuni dei più importanti articoli di Remigio Barbieri pubblicati su l'Unità:
- Una giornata di rivolta e di libertà[16] articolo pubblicato il 17 settembre 1964 pp. 10
- Al Sucor con tanto ottimismo articolo[17] pubblicato il 10 aprile 1984 pp. 16
- Le margherite crescono[18] pubblicato il 21 dicembre 1984 pp. 21
- L'Edilter specialista nei settori di grandi infrastrutture civili[19] pubblicato il 10 dicembre 1986 pp. 22
- Si, la pensione va pagata anche all'estero[20] pubblicato il 21 settembre 1987 pp. 4
- Zuccherelli[21] pubblicato il 1 ottobre 1991 pag. 32